# Адам Зрински
Адам Зрински (Беч, 24. децембар 1662 — Сланкамен, 19. август 1691) је био хрватски племић и аустријски војсковођа, последњи припадник породице Зрински. 

## Биографија
Адам Зрински је био син бана Николе Зринског и његове супруге Марије Софије. Рођен је 1662. године у Бечу. Отац му је погинуо у лову када је Адам имао свега две године. Сумњало се да је у смрт био умешан бечки царски двор, мада је Николу званично усмртио подивљали рањени вепар. Бригу о Адаму и његовој старијој сестри Марији Катарини преузела је њихова мајка, све до смрти 1676. године. Породица је успела сачувати имовину након Зринско-франкопанске завере. У Маријине тврђаве смештени су немачки војници, те се она са породицом морала склонити у Беч (1670). Адам се школовао код куће, где је од језуита учио латински језик и граматику. Постао је 1673. године ученик језуитског колеџа на Бечком универзитету. По завршетку гимназије, уписао је трогодишњи филозофски факултет. Посветио се учењу логике, физике, математике, етике, географије, астрономије, права, војне стратегије и других дисциплина. По завршетку студија (1679) вратио се у Чаковец. Због злоупотреба тамошњег војног гарнизона жалио се Дворском ратном савету и цару Леополду. Послат је на школовање у белгијски град Луевен где је наставио студирати права. Од оца је наследио богату породичну библиотеку. Почетком 1681. године вратио се на своје имање у Међимурје, сместивши се у стари породични дворац у Прибиславцу. Следећи пример својих предака, укључио се у рат против Турака који је отпочео турским нападом на Беч 1683. године. Учествује у одбрани града кога је са 150.000 војника опсео велики везир Кара Мустафа-паша Ћуприлић. Следеће године именован је врховним капетаном, дворским коморником и саветником и жупаном Зале и Сомођија. Оженио се 1684. године аустријском грофицом Маријом Катарином Ламберг (1664—1717) која му није родила деце. У то време је, уз подршку папе Иноћентија XI, образована Света лига коју су чинили Хабзбуршка монархија, Пољска (под Собјеским) и Млетачка република. Адам учествује 1688. године у разбијању турске војске код Дервенте и освајању Београда. Погинуо је у бици код Сланкамена. Пошто није имао деце, његовом погибијом изумрла је породица Зрински. Према историјским изворима, умро је од метка кога му је аустријски војник случајно испалио у леђа. 

## Породично стабло
|  |                          |  |  |  |  |  |  |  |  |  |  |  |  |  |  |  |
|  | 16. Никола Шубић Зрински |  |  |  |  |  |  |  |  |  |  |  |  |  |  |  |
|  |                          |  |  |  |  |  |  |  |  |  |  |  |  |  |  |  |
|  |                          |  |  |  |  |  |  |  |  |  |  |  |  |  |  |  |
|  | 8. Јурај IV Зрински      |  |  |  |  |  |  |  |  |  |  |  |  |  |  |  |
|  |                          |  |  |  |  |  |  |  |  |  |  |  |  |  |  |  |
|  |                          |  |  |  |  |  |  |  |  |  |  |  |  |  |  |  |
|  | 4. Јурај V Зрински       |  |  |  |  |  |  |  |  |  |  |  |  |  |  |  |
|  |                          |  |  |  |  |  |  |  |  |  |  |  |  |  |  |  |
|  |                          |  |  |  |  |  |  |  |  |  |  |  |  |  |  |  |
|  | 2. Никола VII Зрински    |  |  |  |  |  |  |  |  |  |  |  |  |  |  |  |
|  |                          |  |  |  |  |  |  |  |  |  |  |  |  |  |  |  |
|  |                          |  |  |  |  |  |  |  |  |  |  |  |  |  |  |  |
|  | 1. Адам Зрински          |  |  |  |  |  |  |  |  |  |  |  |  |  |  |  |
|  |                          |  |  |  |  |  |  |  |  |  |  |  |  |  |  |  |
|  |                          |  |  |  |  |  |  |  |  |  |  |  |  |  |  |  |